# Ensino secundário
O ensino secundário ou educação secundária constitui o ensino ministrado aos estudantes, com idades que podem ir dos 10 aos 18 anos, conforme o país e o seu sistema educativo. Caracteriza-se por constituir uma transição do ensino primário (tipicamente obrigatório, genérico e ministrado às crianças) para o ensino terciário (tipicamente opcional, especializado e ministrado a adultos).
Segundo a Classificação Internacional Normalizada da Educação, o ensino secundário corresponde os níveis 2 e 3 da classificação.
Normalmente o ensino secundário é o estágio que se segue ao ensino básico ou primário. Frequentemente, constitui a etapa final da escolaridade obrigatória. Contudo, em muitos países, o ensino secundário já não é obrigatório ou então inclui etapas obrigatórias e outras não obrigatórias. Normalmente, o estágio que se segue é o ensino superior.
Conforme o sistema educativo, o ensino secundário pode ser ministrado em estabelecimentos com diversas designações. As mais frequentes são: "escola secundária", "liceu", "ginásio" e "colégio".

## Por país
Em muitos países não é obrigatória e as idades variam muito de uma nação para outra, porém, em geral começa-se com 10 ou 11 anos e termina-se entre os 17 ou 18 anos.
Segundo a Classificação Internacional Normalizada da Educação, o ensino secundário corresponde os níveis 2 e 3 da classificação.
Conforme o sistema educativo, o ensino secundário pode ser ministrado em estabelecimentos com diversas designações. As mais frequentes são "escola secundária", "liceu", "ginásio" e "colégio".

### Angola

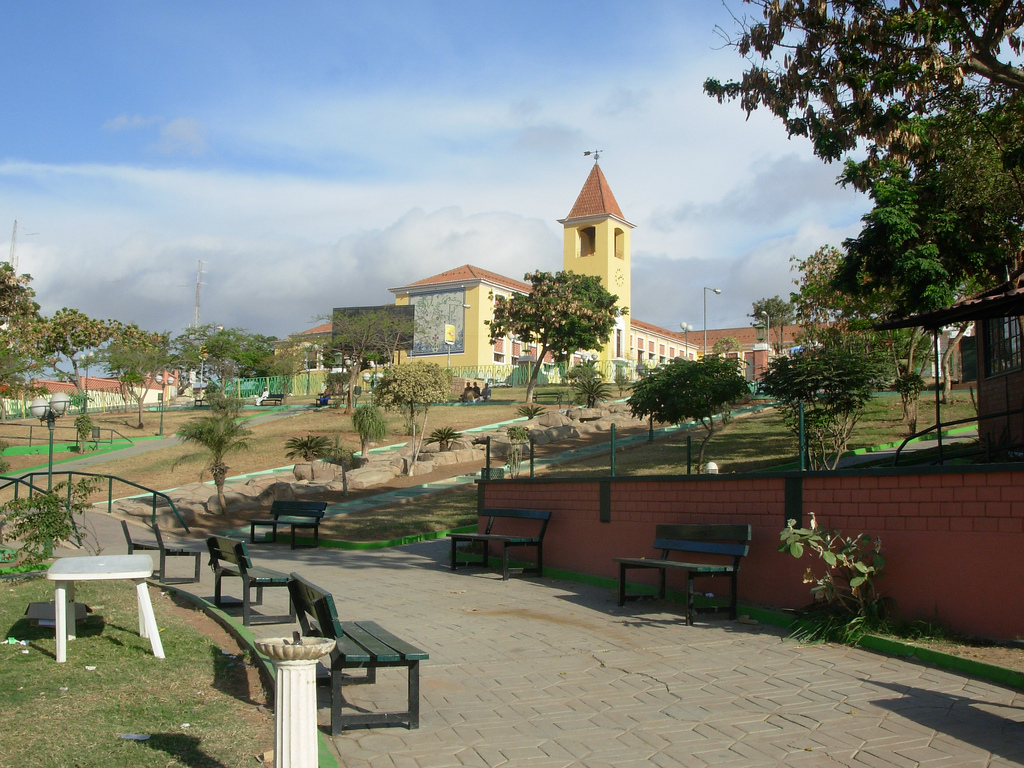
Magistério Mutu-ya-Kevela em Luanda (antigo Liceu Nacional Salvador Correia).

O ensino secundário de Angola encontra-se em fase de reformulação, na sequência da Lei n.º 13/01 de 31 de dezembro de 2001, que prevê a implementação de um novo sistema de educação em substituição do sistema de 1978.
No sistema de educação em implementação, o ensino secundário é o estágio seguinte ao ensino primário, correspondendo internacionalmente aos níveis 2 e 3 da Classificação Internacional Normalizada da Educação (ISCED).
Organiza-se em dois ciclos sequenciais, com a duração total de seis ou sete anos. O 1º ciclo divide-se em ensino geral e em formação profissional, compreendendo as 7ª, 8ª e 9ª classes, cada qual correspondendo a um ano escolar. O 2º ciclo divide-se em ensino geral que compreende as 10ª, 11ª e 12ª classes, em formação média normal e em formação média técnica, estas últimas compreendendo as 10ª, 11ª, 12ª e 13ª classes.
O 1ª ciclo do ensino secundário em implementação corresponde aproximadamente aos anteriores 2º e 3º níveis do ensino de base e aos anteriores 1º e 2º ciclos da formação profissional. O 2º ciclo em implementação corresponde aproximadamente aos anteriores ensino pré-universitário, ensino médio normal e ensino médio técnico.
Até pouco depois da sua independência em 1975, vigorou em Angola o antigo sistema de ensino secundário português constituído pelos ramos de ensino liceal e de ensino técnico. Em Luanda, funcionava uma das mais prestigiadas instituições de ensino secundário de todo o Império Português, o Liceu Nacional Salvador Correia.

### Brasil
No Brasil, historicamente era chamado "ensino secundário" o que hoje corresponde à segunda metade do ensino fundamental (a partir do sexto ano) e ao ensino médio.

### Cabo Verde
No sistema educativo de Cabo Verde, o ensino secundário constitui o estágio da educação escolar que se segue ao ensino básico, sendo ministrado normalmente aos jovens com idades compreendidas entre os 12 e os 18 anos. Encontra-se organizado em três ciclos, cada qual com dois anos de duração. Inclui a variante de ensino secundário técnico, destinada a proporcionar uma alternativa para a vida ativa.
Internacionalmente, o ensino secundário de Cabo Verde corresponde aos níveis 2 e 3 do ISCED.
O ensino secundário é ministrado em escolas secundárias, existentes em todos os concelhos do país.

### Espanha

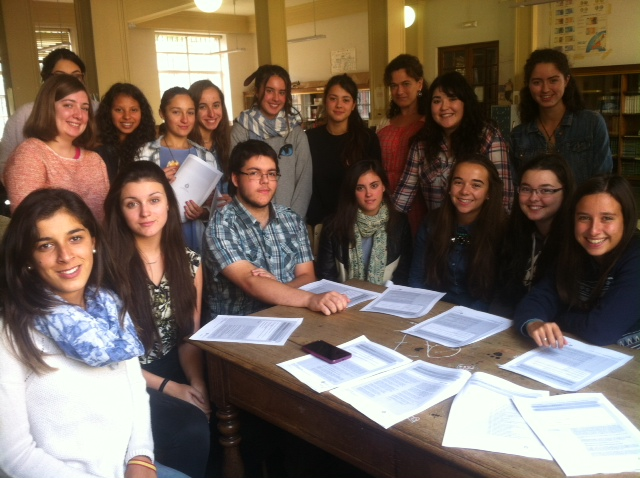
Estudantes espanhóis do Bacharelato, o segundo ciclo da educação secundária em Espanha

Na Espanha abarca desde os 12 até aos 16 anos. Uma etapa chamada Educação Secundária Obrigatória (ESO), onde se distinguem 4 cursos, divididos em dois ciclos, o primeiro 1.º e 2.º da ESO e o segundo 3.º e 4.º da ESO. Podem-se repetir dois anos, pelo que se pode chegar a permanecer nesta etapa até aos 18 anos. Se a esta idade não se haja terminado a Secundária nos Institutos Ordinários pode-se cursar os chamados Centros de Educação de Adultos.
- 1.º da E.S.O. (12-13 anos): Matemáticas, Língua Castelhana e Literatura, Ciências Sociais, Ciências Naturais, Plástica, Educação Física, Inglês, Segunda Língua Estrangeira: Francês, Alemão, Português ou Italiano, depende do instituto, opcional).
- 2.º da E.S.O. (13-14 anos): Matemáticas, Língua Castelhana e Literatura, Ciências Sociais, Física e Química, Educação para a Cidadania, Música, Educação Física, Inglês, Segunda Língua Estrangeira: Francês, Alemão, Português ou Italiano (é opcional).
- 3.º da E.S.O. (14-15 anos): Matemáticas, Língua Castelhana e Literatura, Geografia, Física e Química, Biologia e Geologia, Música, Plástica, Tecnologia, Educação Física, Inglês, Segunda Língua Estrangeira: Francês, Alemão... (é opcional).
- 4.º da E.S.O. (15-16 anos): Aqui os alunos decidem a modalidade do 4.º da ESO. As matérias comuns independentemente da modalidade escolhida são: Matemáticas A (focada para as letras)/Matemáticas B (focada para as ciências), Língua Castelhana e Literatura, História, Educação Ético-Cívica, Inglês, Segunda Língua Estrangeira: Francês, Alemão... (é opcional). As disciplinas da modalidade escolhida são (dependendo do centro podem variar):

1. Ciências e Tecnologia: Matemáticas B, Física e Química, Biologia e Geologia, Tecnologia. Optativas de modalidade (escolher uma): Laboratório de Física, Química e Biologia/Literatura Universal/Economia/Informática.
2. Letras: Matemáticas A/B, Latim, Música, Cultura Clássica. Optativas de modalidade (escolher uma): Literatura Universal/Economia/Informática.
3. Artes: Matemáticas A/B, Música, Plástica, Teatro. Optativas de modalidade (escolher uma): Literatura Universal/Economia/Informática.

Nas comunidades autónomas com língua própria, em todos os anos da Educação Secundária Obrigatória à parte destas matérias se leciona o ensino da sua respetiva língua e literatura.
O Bacharelato espanhol é um ensino pós-obrigatório, lecionado normalmente desde que o aluno tem 16 anos, após ter obtido a ESO (Educação Secundária Obrigatória), de carácter pré-universitário e de dois anos de duração. Após ter superado o Bacharelato pode-se ingressar nos Ciclos Formativos de Grau Superior, ou na universidade, após superar as Provas de Acesso à Universidade.
Os Ciclos Formativos de Grau Médio são também ensino secundário pós-obrigatório. Se acede após haver obtido a ESO (Educação Secundária Obrigatória), do mesmo modo que para aceder ao Bacharelato, e se frequentam desde que o aluno tem 16 anos. Têm uma duração de dois anos académicos inteiros, incluindo a etapa de formação em centros de trabalho (trabalhar numa empresa), que em horas são aproximadamente 2000 horas, ou ainda um ano académico completo e outro ano somente de formação em centros de trabalho. Ao finalizá-lo, obtém-se o título de "técnico de grau médio de...". Existem um total de 26 famílias profissionais na atualidade (contando o sistema LOE e o anterior LOGSE, embora não extinto de todo), podendo estudar desde gestão administrativa, sistemas micro-informáticos e redes, instalações de telecomunicações, estética e beleza, auxiliar de enfermagem, e um largo et cetera de cursos. Diferentemente do Bacharelato' a superação destes cursos não dá acesso direto nem a Ciclos Formativos de Grau Superior (considerados educação superior) nem à universidade, após superar as provas de acesso, somente dá acesso a realizar uma prova de acesso para ciclos formativos de grau superior com matérias do bacharelato ou ainda ao bacharelato (confirmando algumas disciplinas em alguns casos).

### Portugal
Em Portugal, segundo a Lei de Bases do Sistema Educativo, o ensino secundário constitui o estágio seguinte ao ensino básico, no âmbito da educação escolar. É ministrado normalmente a jovens com idades compreendidas entre os 15 e os 18 anos, correspondendo internacionalmente, ao nível 3 do ISCED.
O ensino secundário organiza-se segundo formas diferenciadas, contemplando tanto cursos orientados para a vida ativa, como cursos orientados para o prosseguimento de estudos. Os cursos têm a duração de três anos, compreendendo o 10.º, o 11.º e o 12.º anos de escolaridade.
O acesso ao ensino secundário é feito depois de completo com sucesso o ensino básico. Até 2009, o ensino secundário era facultativo. A partir de então, na sequência da Lei n.º 85/2009 de 27 de agosto, tornou-se universal, gratuito e obrigatório.

### Reino Unido
No Reino Unido o ensino secundário é aquele subsequente à educação primária. A escola secundária atende alunos na faixa compreendida entre os 11 e os 16 anos.

### São Tomé e Príncipe
Em São Tomé e Príncipe, o ensino secundário é o estágio que se segue ao ensino básico, correspondendo aos níveis 2 e 3 do ISCED.
Organiza-se em dois ciclos, com a duração total de cinco ou seis anos. O 1º ciclo compreendendo as 7º, 8º e 9º classes. O 2º ciclo, divide-se em vertente geral e em vertente profissional. A primeira vertente compreende as 10ª e 11ª classes e a segunda vertente compreende as 10ª, 11ª e 12ª classes.
Encontra-se em implementação um novo modelo de ensino secundário cujo segundo ciclo seguirá de perto as caraterísticas do atual ensino secundário português, passando a existir um 12º ano em todas as vertentes de ensino.
O ensino secundário é realizado no Liceu Nacional, na cidade de São Tomé.

### Outros países
Em outros países, o ensino secundário assume as seguintes designações:
- Alemanha: Gymnasium, Gesamtschule, Realschule, Hauptschule e Fachoberschule,
- Argentina: Secundaria ou Polimodal,
- Austrália: High school ou Secondary college,
- Áustria: Gymnasium (Oberstufe e Unterstufe), Hauptschule, Höhere Bundeslehranstalt e Höhere Technische Lehranstalt,
- Azerbaijão: Orta Məktəb (ensino secundário),
- Bahamas: Junior High (7º-9º anos) e Senior High (10º-12º anos),
- Bolívia: Educación Primaria Superior (6º-8º anos) e Educación Secundaria (9º-12º anos),
- Bósnia e Herzegovina: srednja škola e gimnazija,
- Bulgária: Гимназия (ginásio) e Лицей (liceu),
- Chile: Enseñanza Media,
- China: Zhong xue (中学: escola média),
- Canadá: High School, Secondary School, École secondaire, Lycée ou Collegiate Institute,
- Colômbia: Bachillerato ou Segunda Enseñanza,
- Croácia: Srednja škola (escola média) e Gimnazija (ginásio),
- Chipre: Γυμνάσιο (ginásio) e Ενιαίο Λύκειο (liceu),
- Checa (República): Střední škola (escola média), Gymnázium (ginásio) e Střední odborné učiliště (instituto profissional),
- Dinamarca: Gymnasium,
- Eslovénia: Gimnazija (ginásio) e srednja šola (escola média),
- Espanha: Educación Secundaria composta por dois ciclos: Educación Secundaria Obligatoria (7º-10º anos) e Bachillerato (não obrigatório, incluindo os 11º e 12º anos);
- Estados Unidos: High School subdividido ocasionalmente em Junior High School ou Middle School e Senior High School,
- Estónia: Gymnasium e Lyceum,
- Finlândia: Lukio ou Gymnasium,
- França: Collège e Lycée,
- Grécia: Γυμνάσιο (ginásio) e Λύκειο (liceu),
- Hungria: Gimnázium (ginásio), Középiskola (escola média), Szakközépiskola (escola média vocacional),
- Islândia: Menntaskóli e Framhaldskóli,
- Índia: Secondary School,
- Indonésia: Sekolah Menengah Atas (escola média superior), Sekolah Menengah Pertama (escola média primária), Sekolah Menengah Kejuruan (escola média vocacional),
- Itália: Scuola Secondaria di Primo Grado e Scuola Secondaria di Secondo Grado,
- Japão: Chūgakkō (中学校: escola média), Kōtōgakkō (高等学校: escola alta) e Chūtōkyōikugakkō (中等教育学校: escola secundária),
- Liechtenstein: Gymnasium,
- Lituânia: Vidurinė Mokykla (escola média) e Gimnazija (ginásio),
- Malásia: Sekolah Menengah (escola secundária),
- Malta: Skola Sekondarja ou Secondary School,
- México: Educación Secundária y Preparatoria,
- Noruega: Videregående,
- Países Baixos: Middelbare school (escola média) ou Voortgezet Onderwijs (ensino secundário),
- Paraguai: Bachillerato,
- Peru: Educación Secundária,
- Polónia: Gimnazjum (7º-9º anos) e Liceum (10º-12º anos),
- Roménia: Gimnaziu (5º-8º anos) e Liceu (9º-12º anos),
- Rússia: среднее образование (sredneye obrazovaniye: ensino secundário),
- Suécia: Gymnasium,
- Suíça: Gymnasium,
- Turquia: Lise (liceu),
- Uruguai: Liceo.